# روبرت بيرنستاين
روبرت بيرنستاين (بالإنجليزية: Robert Bernstein)‏ هو كاتب سيناريو أمريكي، ولد في 23 مايو 1919، وتوفي في 19 ديسمبر 1988 في دلراي بيتش في الولايات المتحدة بسبب قصور القلب.